# Paul Christian Nicolaus Lembcke
Paul Christian Nicolaus Lembcke, auch Lembke (* 1759 in Lübeck; † 1848) war ein deutscher Advokat und Procurator in Lübeck.

## Leben
Lembke war der jüngste Sohn des aus Wismar gekommenen Lübecker Kaufmanns Martin Lembke (* 7. Juli 1710 in Wismar; † 10. Juli 1760 in Lübeck) und seiner Frau Maria, geb. Tesdorpf (* 9. September 1719 in Lübeck; † 7. Dezember 1795), einer Tochter von Peter Hinrich Tesdorpf. Der Lübecker Bürgermeister Gabriel Christian Lembke sein älterer Bruder. Er studierte Rechtswissenschaften ab Michaelis 1779 in Göttingen (als Einträger aus Wismar... Stammbuch Johann Gerhard Lorentz 1781 im Stadtarchiv Göttingen), trat 1784 als Respondent an der Universität Jena in Erscheinung, wo er zum Doktor beider Rechte promoviert wurde. Er wurde 1784 Advokat und Niedergerichtsprocurator in Lübeck. Als Advokat veröffentlichte er zu Fragen des Insolvenzrechts  und des Familienrechts. 1802 war er Mitbegründer des Seebades Travemünde.
Lembke war Erbherr des kleineren Familiengutes Lutterstorf im Bezirk Grevesmühlen und damit (bürgerliches) Mitglied der Mecklenburgischen Ritterschaft. Er war 50 Jahre im Ehrenamt als einer der vier Vorsteher der Parcham’schen Stiftung, deren Chronik er verfasste.
Ein Jahr vor seinem Tod wurde er mit der höchsten Ehrung des Lübecker Staates, der Gedenkmünze Bene Merenti ausgezeichnet.

## Ehrungen
- Gedenkmünze Bene Merenti (1847)

## Schriften
- Dissertatio inavgvralis ivridica de pacto remissorio qvoad [quoad] creditorem non consentientem ad art. 13. tit. I. lib. 3. statut. Lubecens, Jena 1784
- Von der Befugnis eines Falliten zur Disposition seines Vermögens bis zum Ausbruche seines Concurses nach lübeckischem und gemeinen Rechten, Lübeck 1802
- Grundsätze der deutschen ehelichen Güter-Gemeinschaft, insbesondere nach Hamburgischem Stadtrechte ..., 1814
- Die Parchamsche Stiftung zu Lübeck, Rahtgens, Lübeck 1844 mit einer Tafel-Mappe als Band 2
- Lebensbeschreibung des weiland Bürgermeisters zu Lübeck Peter Hinrich Tesdorpf, geboren 1648 gestorben 1723, Lübeck 1847